# ديدييه هوير
ديدييه هوير (بالفرنسية: Didier Hoyer)‏ هو راكب الكنو فرنسي، ولد في 3 فبراير 1961 في بولوني سور مير في فرنسا.

## وصلات خارجية
- ديدييه هوير على موقع أوليمبيديا (الإنجليزية)